# Dalea exserta
Dalea exserta är en ärtväxtart som först beskrevs av Per Axel Rydberg, och fick sitt nu gällande namn av Howard Scott Gentry. Dalea exserta ingår i släktet Dalea, och familjen ärtväxter. Inga underarter finns listade i Catalogue of Life.